# 56. вечити дерби у фудбалу
56. вечити дерби у фудбалу је фудбалска утакмица одиграна у Београду 18. маја 1975. године, између Црвене звезде и Партизана. Утакмица се завршила резултатом 1 : 1 (0 : 0).